# Herlev Eagles
Die Herlev Eagles sind ein dänisches Eishockeyteam aus Herlev, einem Vorort der Hauptstadt Kopenhagen, das seit 2011 wieder in der höchsten dänischen Spielklasse, der Metal Ligaen, spielt.

## Geschichte
Der Stammverein wurde 1970 als Herlev IK gegründet, 1993 folgte eine Neugründung sowie die Ausgliederung der Profimannschaft in die Herlev Eagles, deren Beiname schließlich 2005 in Hornets geändert wurde.
Das Team war bisher ein Mal – im Jahr 1984 – Dänischer Meister. 1982, 1997 und 1999 gewann der Verein die Meisterschaft der zweitklassigen 1. division.
Vor der Saison 2009/10 wurde den Hornets die Teilnahme an der AL-Bank Ligaen aufgrund fehlender Sponsoreneinnahmen verweigert. Anschließend wurde der Spielbetrieb in der 1. Division und im Nachwuchsbereich fortgesetzt. Während dieser Zeit wurde der Beiname der ersten Mannschaft wieder in Eagles geändert, während der Stammverein weiter unter dem Beinamen Hornets spielt.
Vor der Saison 2011/12 nahm der Verein erneut an der Lizenzierung für die AL-Bank Ligaen (heute Metal Ligaen) teil und erhielt die Spiellizenz. Für die erste Saison nach dem Wiederaufstieg wurden unter anderem Kim Staal, Jesper Duus und Frederik Storm verpflichtet.

## Bekannte ehemalige Spieler
| - Mika Alatalo - Tatu Backman - Kevin Estrada - Landon Gare | - Philip Hersby - Nichlas Hardt - Michael Madsen - Kai Nurminen | - Rasmus Olsen - Kim Staal - Matthew Yeats |